# روي بلومنتال
روي بلومنتال (بالإنجليزية: Roy Blumenthal)‏ هو مخرج جنوب أفريقي، ولد في 1968.